# Genetta genetta
La genetta comune (Genetta genetta  Linnaeus, 1758) è un carnivoro della famiglia dei Viverridi diffusa nell'Europa sud-occidentale, in Africa e Vicino Oriente.

## Descrizione

### Dimensioni
Carnivoro di medie dimensioni, con la lunghezza della testa e del corpo tra 432 e 552 mm, la lunghezza della coda tra 331 e 516 mm, la lunghezza del piede tra 80 e 90 mm, la lunghezza delle orecchie tra 40 e 54 mm e un peso fino a 2,5 kg.

### Aspetto
La pelliccia è relativamente lunga, soffice, densa e lanosa. Il colore di fondo del corpo varia dal grigio-biancastro al giallo-rossiccio chiaro. Una striscia dorsale nera si estende dalle spalle fino alla base della coda. Sono presenti 4 file di piccole macchie nere ben separate lungo i fianchi. Una striscia nerastra è presente sulla fronte, mentre sono presenti delle macchie nerastre su ogni lato dell'occhio. I lati del muso, il mento, il labbro inferiore e la gola sono bianchi. Le vibrisse sono lunghe circa 60–70 mm. Le zampe sono scure posteriormente. La parte centrale tra i cuscinetti della pianta della zampa anteriore è ricoperta di peluria. La coda è più corta della testa e del corpo, è nerastra ed ha 8-9 anelli biancastri e la punta bianca. Le femmine hanno due paia di mammelle. Il cariotipo è 2n=54 FNa=92. Le varie sottospecie si differenziano principalmente dal colore della pelliccia e dalla sua lunghezza, evidenziando due principali varianti, la prima caratteristica delle regioni climatiche mediterranee e del Sudafrica dove la pelliccia è più lunga, scura e con le macchie nerastre, e una seconda diffusa nel resto dell'areale con clima tropicale e desertico dove la pelliccia è più corta, pallida e ricoperta di macchie più brunastre. Esemplari completamente melanici sono presenti soltanto nella Penisola Iberica.

## Biologia

### Comportamento
Si rifugia nella boscaglia, ammassi rocciosi o nelle cavità degli alberi, talvolta tane abbandonate da altri animali come gli oritteropi, dove generalmente vive solitaria e più raramente in coppie. È una specie prevalentemente terricola, sebbene sia un'abile arrampicatrice, in particolare sugli alberi per cercare frutta o nidi d'uccelli e per fuggire dai predatori. Solitamente cammina o trotta con il corpo mantenuto molto vicino al suolo, la colonna vertebrale, inclusa la coda, pressoché orizzontale, le spalle più basse della base della coda in maniera tale che il centro di gravità rimanga sempre basso. Per spostarsi utilizza spesso strade, sentieri e letti di fiumi asciutti.  Le comunicazioni tra diversi individui avvengono principalmente attraverso segnali olfattivi e visivi, anche se nelle relazioni tra madri e figli sono importanti i richiami vocali. A tal riguardo utilizzano le secrezioni delle ghiandole perineali e l'urina quanto lo sfregamento del corpo e delle zampe. La marcatura territoriale è più accentuata nei maschi durante le stagioni riproduttive, mentre nelle femmine è più evidente durante il resto dell'anno. Lo sfregamento è associato ad atteggiamenti aggressivi, spesso insieme all'erezione dei lunghi peli della coda e della cresta dorsale, all'inarcamento della schiena in maniera molto simile ai gatti e forti sibili accompagnati da movimenti in avanti della testa verso l'antagonista con la bocca aperta per mostrarne i denti. Il raggio d'azione è molto limitato, con spostamenti che non superano i 3 km.
L'attività predatoria avviene di notte, dal tramonto alle prime ore del mattino, mentre i giovani sono attivi anche di giorno. Una volta individuata la preda, la genetta si muove lentamente, inseguendola in maniera felina per poi avventarsi improvvisamente su di essa. Viene successivamente agguantata con gli artigli delle zampe anteriori e morsa su tutto il corpo, ma se non muore in breve tempo la genetta le si getta a fianco e la afferra con tutte e quattro le zampe cercando di stritolarle la testa o rompergli il collo con alcuni morsi. Generalmente i piccoli roditori ed altri vertebrati vengono sezionati in due o tre parti per poi essere divorati.

### Alimentazione
Si nutre di piccoli mammiferi, uccelli, uova, pesci, rane, lucertole, serpenti, insetti, ragni, scorpioni, frutta e funghi. Talvolta fa irruzione nei pollai.

### Riproduzione
Danno alla luce da uno a quattro piccoli alla volta per almeno due volte l'anno con osservazioni in cattività di almeno tre, dopo una gestazione di 10-11 settimane. La cucciolata viene accudita all'interno delle cavità di grossi alberi o in tane di altri animali. Il piccolo alla nascita è ricoperto di peluria, ha gli occhi e le orecchie chiusi e pesa 60-85 g. Cresce molto lentamente, raggiungendo il peso di 1,5 kg dopo otto mesi. Abbandona il nido dopo 45 giorni e comincia a mangiare carne alla settima settimana di vita. La stagione riproduttiva è associata principalmente alle stagioni delle piogge in Africa mentre avviene in primavera ed autunno nelle regioni mediterranee. Femmine che allattavano sono state osservate in Etiopia alla fine di novembre, mentre altre gravide sono state osservate da ottobre a febbraio in Botswana, e più generalmente da settembre a gennaio nell'Africa meridionale. Le femmine raggiungono la maturità sessuale a due anni di età. L'aspettativa di vita in cattività è fino a oltre 20 anni, mentre quella allo stato selvatico non supera gli 8 anni.

## Distribuzione e habitat

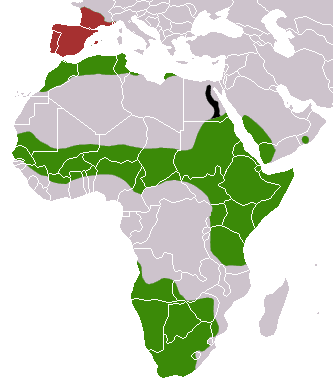
Areale

Questa specie è diffusa nell'Europa sud-occidentale, dove è stata introdotta dai Romani, Africa settentrionale e subsahariana, Penisola Arabica e vicino oriente. Il suo areale è in espansione e nel 2008 c'è stato il primo avvistamento nel Parco naturale regionale delle Alpi Liguri di un esemplare proveniente dalla vicina Francia. Nel 2024 viene segnalata tramite fototrappola presso il Parco del Beigua, in Liguria.
Vive in zone alberate, sia sempreverdi che decidue, dove è spesso associata con corsi d'acqua. Evita ambienti aperti, sebbene talvolta sia stata osservata nelle savane o nelle fattorie. Invece è assente dalle foreste pluviali e dalle savane alberate. Può raggiungere i 3.300 metri di altitudine sugli altopiani etiopi.

## Tassonomia
Sono state riconosciute 5 sottospecie:
- G.g.genetta: Europa sud-occidentale: Portogallo, Spagna, Italia nord-occidentale, sud della Francia; Isole Baleari: Ibiza, Maiorca, Cabrera. La popolazione europea è stata introdotta dall'uomo;
- G.g.afra (Cuvier, 1825): Libia occidentale e orientale, Tunisia, Algeria settentrionale, Marocco;
- G.g.dongolana (Hemprich & Ehrenberg, 1832): Arabia Saudita sud-occidentale, Yemen occidentale, Oman occidentale; Sudan, Sudan del Sud, Eritrea, Gibuti, Somalia, Etiopia, Uganda, Kenya, Tanzania
- G.g.felina (Thunberg, 1811): Angola meridionale, Zambia sud-occidentale, Namibia, Zimbabwe, Botswana, Mozambico sud-occidentale, Sudafrica, tranne la provincia del KwaZulu-Natal;
- G.g.senegalensis (J.B.Fischer, 1829): Senegal, Gambia, Mauritania, Mali, Niger e Ciad meridionali; Guinea, Costa d'Avorio, Ghana, Togo, Benin, Nigeria, Camerun, Repubblica Centrafricana settentrionali; Burkina Faso.

## Predatori
Sono state osservate predazioni da parte di serval, caracal, leopardi, rateli e grossi gufi, suggerendo la vulnerabilità a un grande numero di carnivori africani.

## Rapporti con l'uomo
Già prima del gatto domestico, nel medioevo la genetta comune veniva utilizzata per limitare la proliferazione di roditori intorno alle case.

## Conservazione
La IUCN Red List, considerato il vasto areale, la presenza in numerose aree protette e la presenza in svariati habitat, classifica G.genetta come specie a rischio minimo (Least Concern).